# Stampa schermo

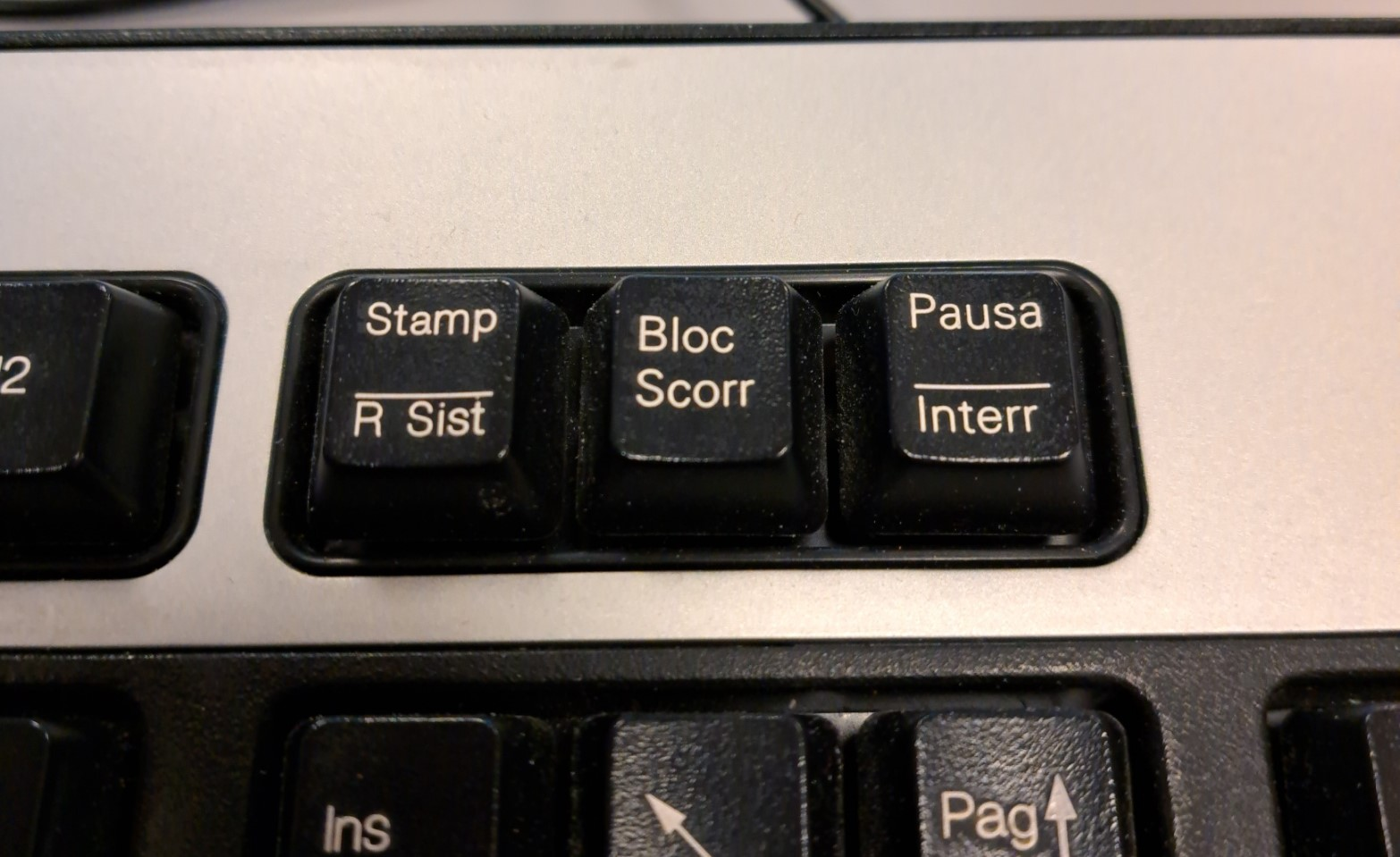
Il tasto Stamp/R Sist a sinistra nel gruppo formato insieme a Bloc Scorr e Pausa

Il tasto Stampa schermo, abbreviato Stamp Stamp sulle tastiere italiane (sulle tastiere inglesi indicato con Print screen, Prt Scr o Print Scrn), è un tasto speciale delle tastiere PC IBM/Windows, dove generalmente è abbinato a R Sist.

## Utilizzo
Nato come tasto da usarsi nei sistemi operativi basati su interfaccia a riga di comando (come l'MS-DOS) per inviare alla stampante predefinita l'intero contenuto del buffer video, sui moderni sistemi con interfaccia grafica la sua pressione copia un'immagine bitmap del contenuto dello schermo (screenshot) in un'area di memoria apposita detta "Appunti".
Sui sistemi Windows la pressione del tasto cattura l'intero contenuto dello schermo mentre la sua pressione con il tasto Alt Alt copia un'immagine della sola finestra selezionata. La pressione del tasto in combinazione con i tasti "Alt sinistro" e "Maiuscolo sinistro" attiva una modalità ad alto contrasto per le persone con difetti visivi.
Sui Desktop environment GNOME e KDE l'uso del tasto è simile a Windows, con l'aggiunta che dopo la cattura dell'immagine compare una finestra per l'eventuale salvataggio su file.
I sistemi Apple Macintosh non hanno il tasto "Stampa schermo": la combinazione usata per ottenere lo stesso effetto prevede la pressione dei tasti Command+⇧ Maiusc insieme ad un altro numero che seleziona cosa copiare, ad esempio, Command+⇧ Maiusc+3 stampa lo schermo intero, Command+⇧ Maiusc+4 stampa una selezione. È possibile stampare il Dock o le finestre singole utilizzando la combinazione Command+⇧ Maiusc+4+Spazio, e cliccando sull'elemento.